# 85047 Krakatau
85047 Krakatau è un asteroide della fascia principale. Scoperto nel 1960, presenta un'orbita caratterizzata da un semiasse maggiore pari a 1,9075089 UA e da un'eccentricità di 0,0690767, inclinata di 22,39906° rispetto all'eclittica.